# Ksplice

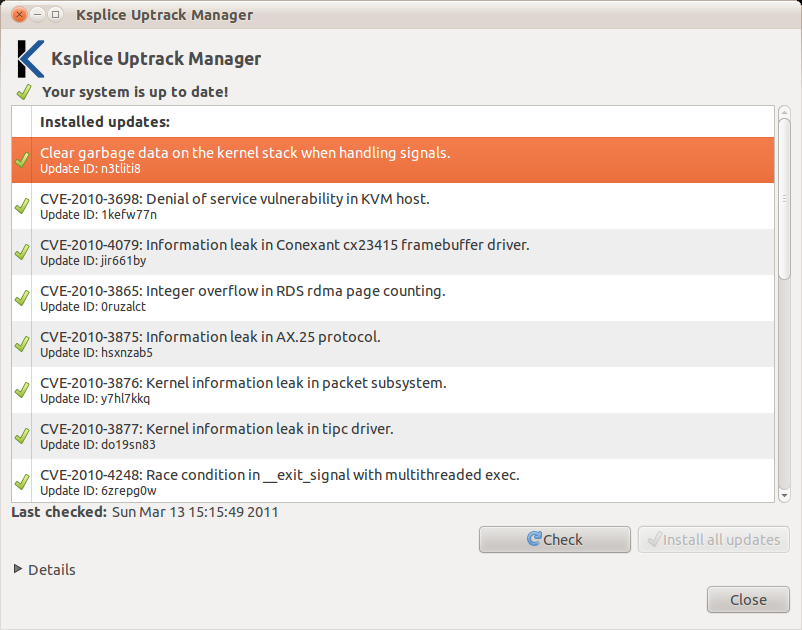

Ksplice是Linux核心的一個延伸套件，為自由軟體，採GPLv2方式釋出。這個套件能夠為正在運行中的內核加入安全性修補程式（patch）而不需要進行重開機（reboot）。這個延伸套件可以減少停機時間（down time），增進可用性。但是Ksplice支援的修補程式，只限於那些沒有對核心的資料結構進行顯著改變的修改。

## 外部連結
- 官方网站
- 原始碼下載點 （页面存档备份，存于）